# Fernand Lantoine

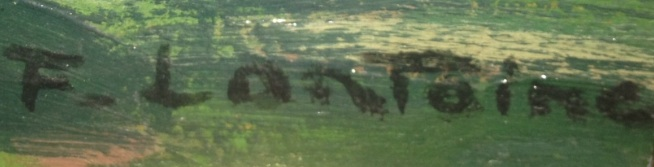
Handtekening van Latoine, zoals weergegeven op een van zijn schilderijen

Fernand Lantoine (Maretz, 1878 - ?, 1955) was een Frans-Belgisch kunstschilder.

## Levensloop
Lantoine, geboren in een stadje in Noord-Frankrijk, vestigde zich ca. 1903 in Ukkel.
Hij schilderde figuren, naakten, landschappen, marines, stillevens en interieurs. Zijn motieven vond hij in de Ardennen, aan de Belgische kust, in Normandië, Zuid-Frankrijk en Venetië. Kort voor of in 1927 maakte hij een reis naar Belgisch-Kongo.
Hij woonde ca. 1903 Joseph Hasaertstraat 6 in Ukkel; later Bel-Airlaan 61 in Ukkel.

## Tentoonstellingen
- 1903, Antwerpen (Kon. Maatschappij van Aanmoediging van Schone Kunsten), Tentoonstelling van waterverfschilderijen – pastels – etsen - &a ("De kermis te Brussel", "Avond"; resp. een tekening en een ets)
- 1907, Brussel, Salon : "Een avond in het café"
- 1927, Oostende, Galerie d'Art Moderne (schilderijen van zijn Kongoreis)
- 1935-1936, Brussel, Cercle Artistique et Littéraire (groepstentoonstelling)